# AIM-120 AMRAAM
L'AIM-120 Advanced Medium-Range Air-to-Air Missile, o AMRAAM, soprannominato "Slammer", è un missile aria-aria (AAM, Air-to-Air Missile) a medio raggio BVR (Beyond Visual Range, oltre l'orizzonte visivo) dotato di guida radar attiva (ARH, Active Radar Homing) e con capacità ognitempo diurna e notturna, sviluppato a partire da direttive comuni USAF/US Navy e prodotto attualmente dalla Raytheon Company.
Utilizzato operativamente da numerose aeronautiche militari della NATO e mondiali, l'AMRAAM è uno degli equipaggiamenti più usuali in dotazione ai velivoli durante le missioni di caccia, interdizione e superiorità aerea, e il suo impiego nell'US Navy è previsto anche oltre il 2020.
I contraltari cinese e russo sono rispettivamente il PL-12 e l'R-77.

## Storia

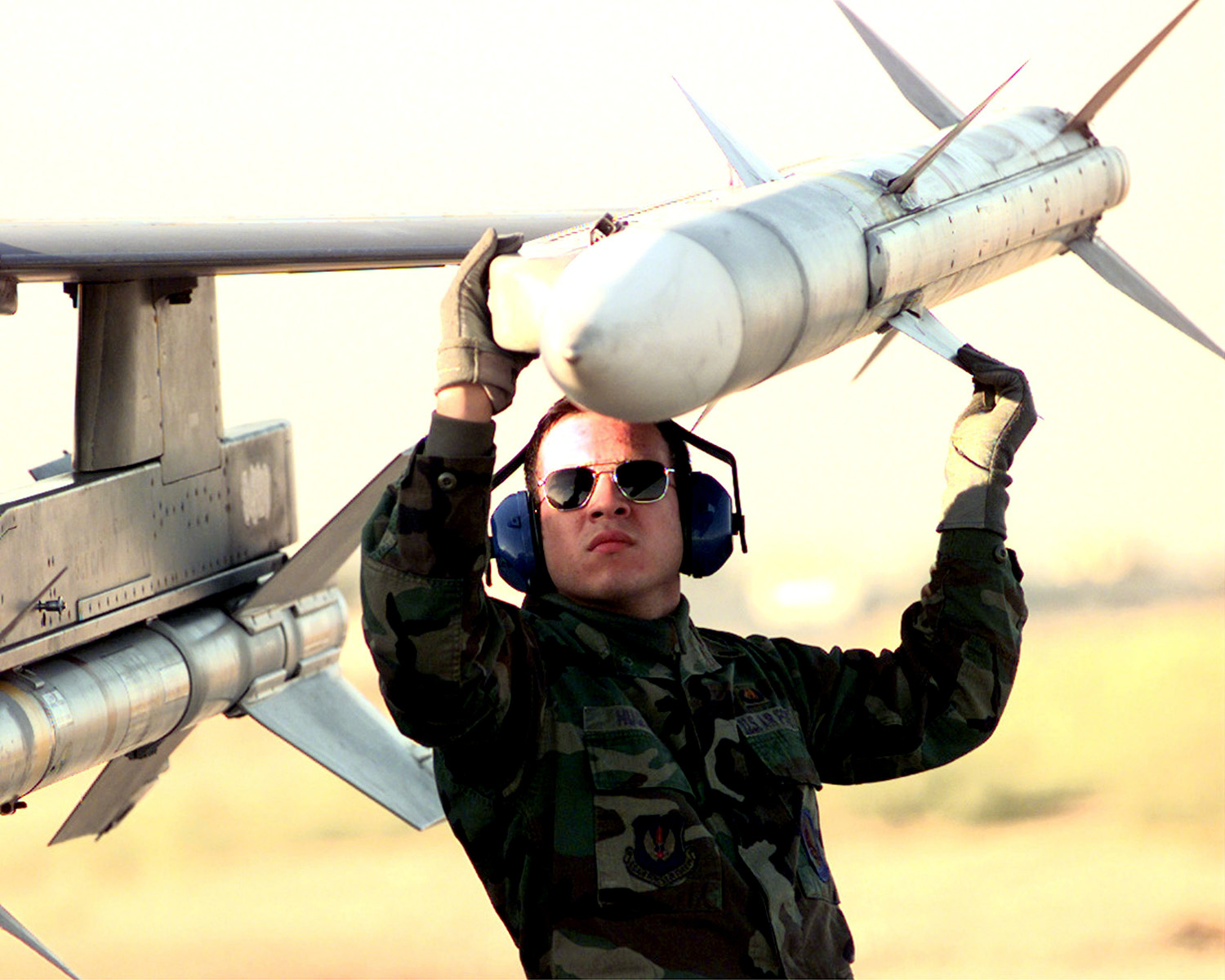
Un AIM-120 AMRAAM installato all'estremità alare di un F-16. L'altro missile sullo sfondo è un AIM-9 Sidewinder.

Nel 1975 le autorità militari statunitensi si resero definitivamente conto della debolezza dell'AIM-7 Sparrow, e cioè la sua incapacità, dovuta al sistema di guida SARH (Semi-Active Radar Homing, guida radar semiattiva) di colpire il bersaglio in maniera autonoma senza l'ausilio del pilota dell'aereo. Questi era così costretto ad ingaggiare solamente un bersaglio alla volta e poteva essere a sua volta preso di mira da aerei nemici.

Nel 1978 gli USA stipularono un accordo con gli alleati europei per lo sviluppo di un nuovo missile aria-aria e nel febbraio dell'anno successivo la Hughes Aircraft e la Raytheon Company vennero selezionate come industrie finaliste per la costruzione del futuro AIM-120. Nel dicembre 1981. la Hughes fu nominata vincitrice per la costruzione dell'ordigno negli Stati Uniti (affiancata nel 1987 dalla Raytheon), mentre l'ASRAAM (Advanced Short-Range Air-to-Air Missile, che diventerà poi AIM-132 ASRAAM) europeo sarebbe stato prodotto nel Vecchio Continente. Nel febbraio 1984 un F-16 lanciò il primo AIM-120A ma la sua produzione, a causa degli alti costi del progetto e dei numerosi problemi che ancora lo affliggevano, iniziò solamente a basso ritmo nell'ottobre 1988, per poi incrementare nel settembre 1991.
Nel 1994 arrivò la versione AIM-120B, con migliorie ai software e al sistema di guida. Nel 1996 entrò in scena l'AIM-120C.

Nel 1998 l'USAF annunciò l'acquisto di ulteriori 813 missili AMRAAM, dei quali 120 destinati alla Marina e 520 ai paesi alleati. Impiegato tuttora da molte forze aeree e con capacità di essere lanciato da numerosi velivoli, ad oggi se ne sono prodotti circa 12 000 esemplari.
Altra novità introdotta con l'AMRAAM è un nuovo tipo di supporto per il lancio: il cosiddetto MRL (Missile Rail Launcher), che una volta attaccato all'aereo non richiede ulteriori collegamenti di cavi. Adattabile a ogni tipo di velivolo, eccetto che per le versioni C e D dell'F/A-18, può essere utilizzato anche con gli AIM-9 Sidewinder.

## Impiego operativo

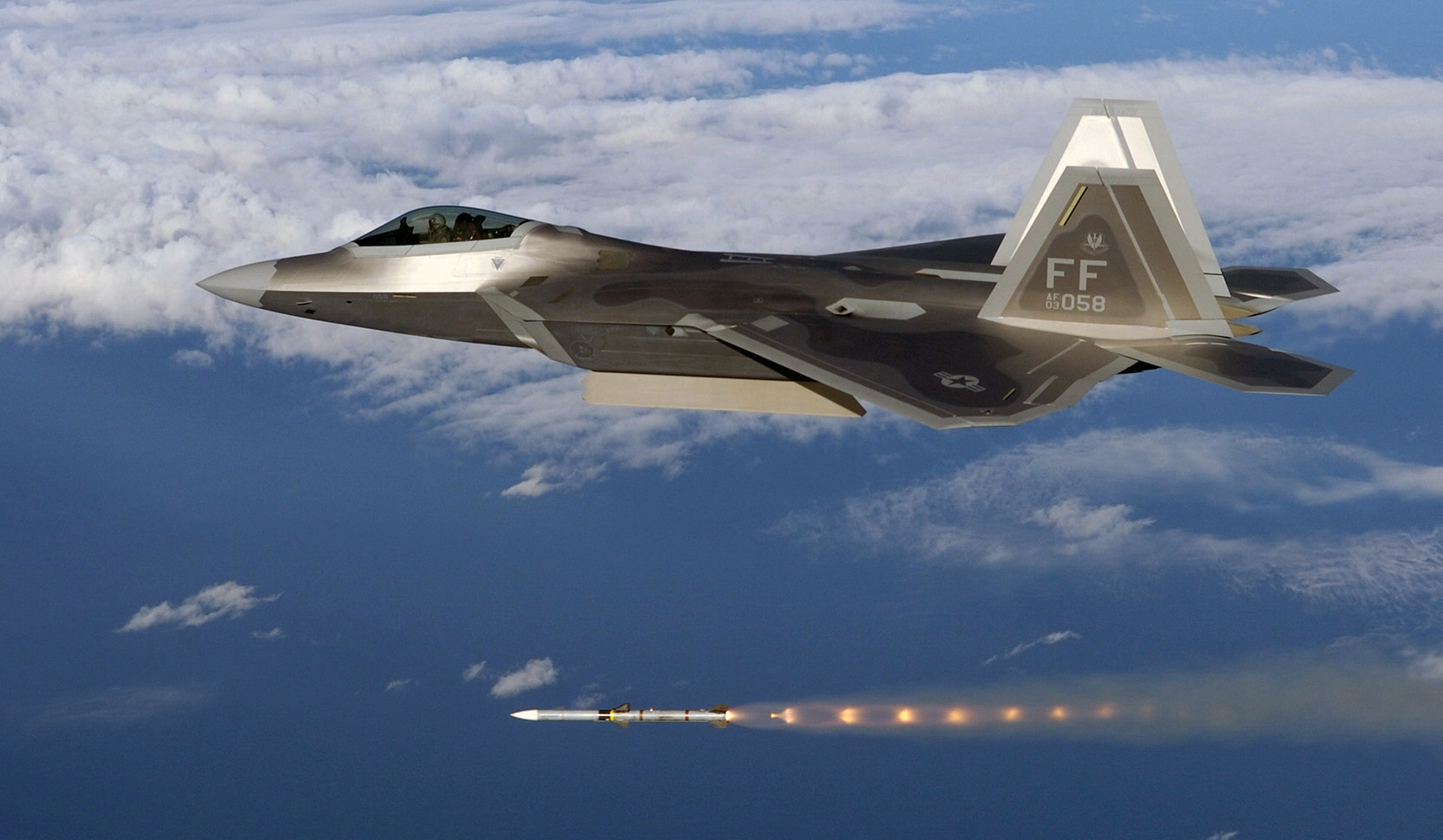
Un F-22A del 27th Fighter Squadron della Langley AFB lancia un AIM-120C contro un bersaglio sul Golfo del Messico durante una missione Combat Archer il 14 febbraio 2006.

Nonostante qualche AMRAAM fosse stato portato in Iraq durante la guerra del Golfo, ufficialmente non ne venne lanciato nessuno e si dovette attendere il 27 dicembre 1992, durante l'operazione Southern Watch, per vedere il primo abbattimento: un MiG-25 iracheno colpito da un F-16C USAF, sulla no-fly zone. Da allora, nel gennaio 1993, un altro MiG-25 è stato abbattuto e nel 1994 un Orao serbo ha subito la stessa sorte nella no-fly zone sulla Bosnia (in quel combattimento altri tre Orao furono abbattuti da missili Sidewinder lanciati da due F-16C USAF).

Fino a questo momento ognuno dei tre AMRAAM sparati in combattimento reale aveva fatto centro: per questo motivo sul finire degli anni novanta gli è stato dato il nomignolo di "Slammer". A partire dal 1998 si sa che è stato usato ancora sulle no-fly zone irachene in una o due occasioni, registrando questa volta solo fallimenti, probabilmente perché sparato ai limiti del suo raggio d'azione.
Nella primavera del 1999, con l'operazione Allied Force sulla Jugoslavia, l'AMRAAM ha visto il suo impiego più massiccio: sei MiG-29 sono stati abbattuti dai caccia NATO (quattro da F-15C, uno da F-16CG USAF, uno da un F-16A olandese), tutti grazie all'AIM-120, anche se il numero preciso di missili lanciati è stato superiore al numero di bersagli distrutti.

In tutto, finora, l'AMRAAM ha nove vittorie all'attivo (sei MiG-29, due MiG-25, un J-22 Orao).
La Royal Air Force iniziò a procurarsi gli AIM-120B per integrarli nei Sea Harrier, Tornado e negli Eurofighter Typhoon completando l'acquisizione nel 2004, quando vennero ordinati degli AIM-120C-5 per un valore totale di 80 milioni di £.

## Caratteristiche tecniche e versioni
Ad oggi sono state costruite tre versioni dell'AIM-120:
- AIM-120A

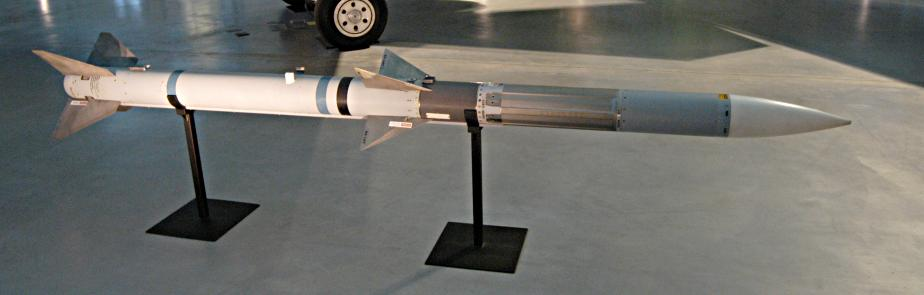
Un missile AIM-120A, o B, AMRAAM in mostra allo U.S National Air and Space Museum.

Prodotto dal 1988, questo missile con quattro ali rimovibili e quattro alette per il controllo viene guidato nella prima parte da un sistema di navigazione inerziale INS che può essere coadiuvato da aggiornamenti sui parametri del bersaglio se il caccia che lo ha lanciato continua a marcare il bersaglio, diversamente il sistema si limita a raggiungere un punto di navigazione pre-programmato, con il suo motore a razzo a bassa emissione di fumo, dove entra in funzione il radar del missile stesso che a quel punto prosegue autonomamente verso il bersaglio permettendo all'aereo lanciatore di compiere manovre evasive. La testata con 23 kg di esplosivo unita ad una spoletta ad impatto/prossimità. può facilmente distruggere l'aereo nemico una volta che questo è stato raggiunto.

Furono prodotte anche due versioni per l'addestramento (CATM-120A e DATM-120A) e una per l'acquisizione di dati tramite telemetria (JAIM-120A).
- AIM-120B

Distribuita dal 1994, questa variante ha una nuova sezione di guida WGU-41/B e nuovi software EPROM riprogrammabili (non era così nella versione A) per la gestione dei dati.

Anche qui furono prodotte le versioni CATM-120B e JAIM-120B con le stesse funzioni delle precedenti.
- AIM-120C

Chiamato anche P3I (Pre-Planned Product Improvement) e prodotto a partire dal 1996, la differenza lampante di questa versione con le altre sono le alette anteriori e posteriori smussate per permettere un suo uso nell'F-22 Raptor (ma sono adattabili anche agli altri aerei); mentre a livello di componenti interne è stato aggiornato nuovamente il sistema di guida alla versione WGU-44/B.
La sotto-versione AIM-120C-4 (P3I Phase 2), in consegna dal 1999, ha una nuova testata esplosiva mentre l'AIM-120C-5 ha un motore leggermente più grande e maggiore raggio d'azione (>105 km). Questa variante, prodotta dal luglio 2000, è stata seguita dall'AIM-120C-6 con migliorie al sistema di acquisizione del bersaglio e dall'AIM-120C-7 (P3I Phase 3).
- AIM-120C-7

Richiesto dalla US Navy per rimpiazzare l'AIM-54 Phoenix, con contro-contromisure elettroniche (EP) avanzate, una maggiore gittata e nuove capacità di acquisizione e ingaggio del bersaglio.
Questo è il risultato della prima parte della fase 3 del programma di aggiornamento americano dell'AMRAAM, che è in sviluppo dal 1998 ma, che per problematiche relative al software, è stato adottato solo nel 2007. Il C7 mantiene la stessa motorizzazione a testata del C5, ha un peso di 161.5 chilogrammi e possiede i nuovi processori della Processor Replacement Program fase II, che ne migliorano le rilevazioni di contromisure elettroniche e la capacità stessa di acquisizione del bersagno una volta in "pitbull", ossia quando il missile passa dalla guida a data-link (periodo nel quale è necessario mantenere il lock sul bersaglio) a quella automatica.
- AIM-120C-8

Chiamato anche AIM-120D nel nome non ufficiale, potrebbe essere considerata una versione a sé stante dato che introduce importanti novità. Nato da un progetto congiunto dell'USAF con l'US Navy e in produzione dal dicembre 2007, questo nuovo ordigno è dotato di un sistema di trasmissione dati più rapido, di un GPS per la guida, una "visuale" incrementata e infine d'un raggio d'azione molto più ampio (>50%).
La chiamata radio che viene effettuata dai piloti appartenenti al gruppo NATO dopo un lancio di un AMRAAM (o Slammer) è "FOX THREE", seguita da una precisazione facoltativa che consiste nell'indicare la distanza del bersaglio a cui è indirizzato il missile ("CLOSE" se il bersaglio è vicino, "MEDIUM" se il bersaglio è in pieno range di tiro (DLZ), o "LONG" se è al limite della DLZ), infine si effettua un'ultima chiamata per indicare il passaggio dalla guida semi-attiva del missile a quella attiva con il comando "Pitbull".
Come per le precedenti versioni, anche per la C sono stati costruiti il CATM-120C e il JAIM-120C.

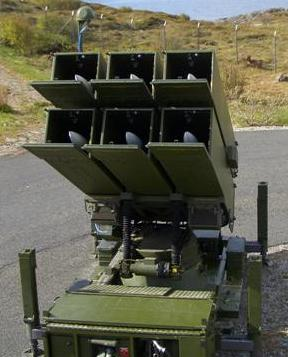
Un NASAMS norvegese.

## L'AIM-120 terra-aria
L'AIM-120 venne usato dal 1995 dalla Kongelige Norske Luftforsvaret (l'aviazione militare norvegese) in versione terra-aria, avvalendosi di una piattaforma chiamata NASAMS (Norwegian Advanced Surface-to-Air Missile System), capace di contenere un massimo di sei missili.
L'US Army decise, in linea con i norvegesi, di dotarsi di un nuovo missile antiaereo per sostituire il Raytheon MIM-23 Hawk impiegando l'AIM-120, e a questo scopo, sempre nel 1995, venne creato un nuovo lanciarazzi installato in un HMMWV (High-Mobility Multipurpose Wheeled Vehicle). Il sistema si evolse nel cosiddetto SLAMRAAM (Surface-Launched AMRAAM) ed è diventato operativo nel 2008.

Anche il corpo dei Marines si interessò al progetto nel 1992 sviluppando un proprio sistema denominato CLAWS (Complementary Low-Altitude Weapon System) che consiste praticamente in cinque AIM-120, opportunamente modificati nelle componenti interne, montati in un HMMWV. Grazie alla collaborazione dell'esercito, che fornì alcuni MQM-107 Streaker da usare come bersaglio, della Marina che finanziò in parte lo sviluppo, dell'Aviazione che fornì i missili, mentre l'USMC (United States Marine Corps) mise a disposizione un radar, nell'agosto 1997 si poté procedere al lancio del primo missile di prova che ebbe esito positivo, ripetuto con gli stessi risultati un mese dopo.
Il sistema avrebbe dovuto essere manovrato da due persone, ma da quello che si apprende dalle fonti il progetto del CLAWS è stato abbandonato nel 2006.